# Enquin-les-Mines
Enquin-les-Mines era un comune francese di 1 062 abitanti situato nel dipartimento del Passo di Calais nella regione dell'Alta Francia. Il 1º gennaio 2017, i comuni di Enguinegatte e d'Enquin-les-Mines si sono fusi per formare il nuovo comune di Enquin-lez-Guinegatte.

## Storia

### Simboli
Lo stemma del comune di Enquin-les-Mines si blasona:
Warin, signore di Bécourt e di Enquin, scudiero di Saint-Omer nel XIV secolo, portava una fascia di fusi sul suo sigillo, da uno stemma i cui colori non sono noti. Questo sigillo, annotato da Demay nel suo Inventario dei sigilli dell'Artois e della Piccardia, si trova allegato alla ricevuta di una lettera della contessa di Artois del 1370, conservata negli Archivi della città di Saint-Omer. Per i colori, il Comune accolse il suggerimento degli Archives du Pas-de-Calais.

## Società

### Evoluzione demografica
Abitanti censiti